# Ballet triadique

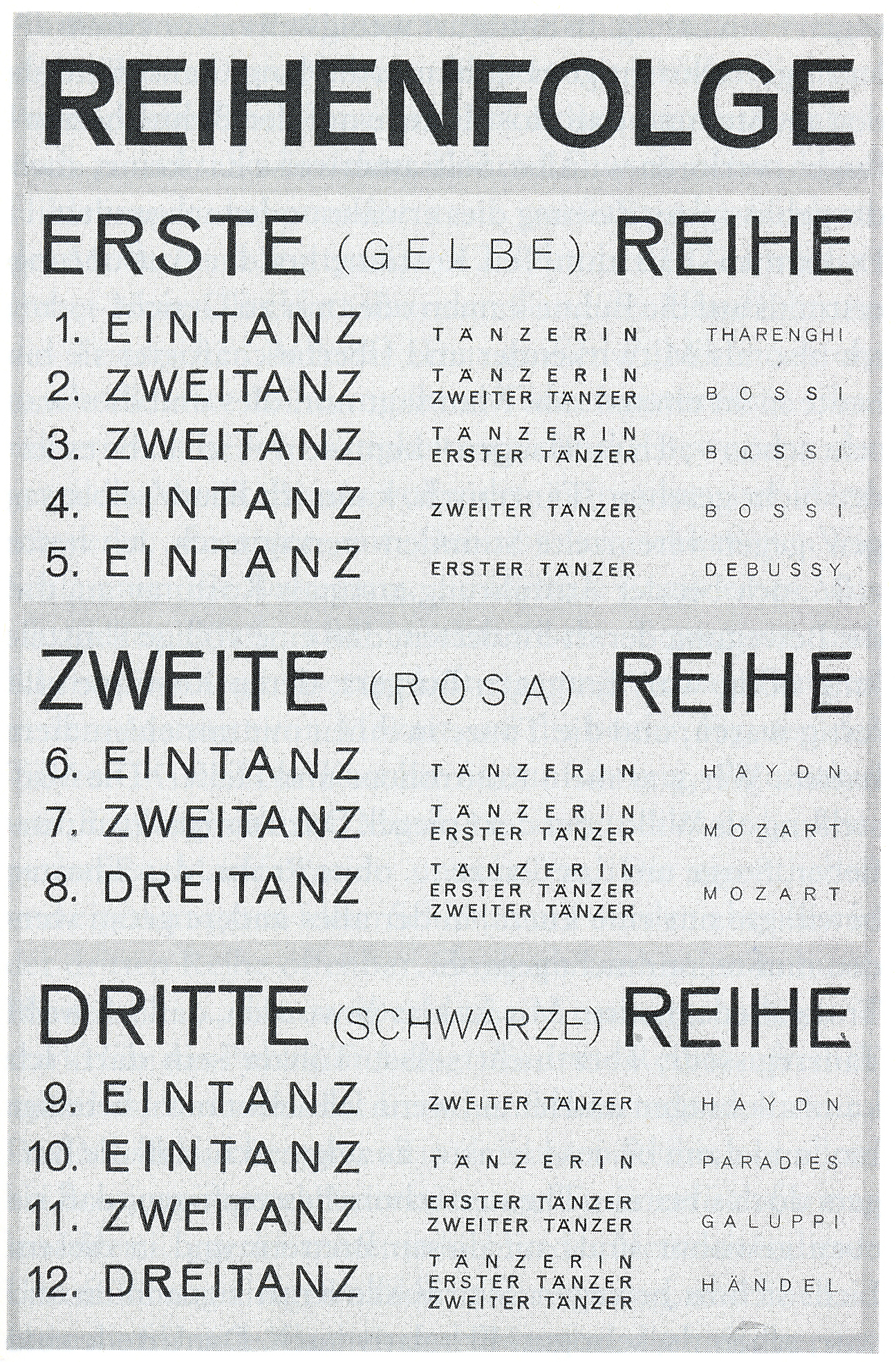
Le programme, 1922. Graphisme de Schlemmer.

Ballet triadique (Triadisches Ballett) est une œuvre chorégraphique expérimentale d'Oskar Schlemmer et Hannes Winkler, sur une musique de Paul Hindemith, créée au Festival de musique de chambre de Donaueschingen le 30 septembre 1922 avec comme interprètes Edith Demharter, Ralph Smolik et Hannes Winkler.
Des performances formatrices de l'œuvre remontent à 1912, à Stuttgart, en collaboration avec les danseurs Albert Burger (26 septembre 1884 - 7 juin 1970) et Elsa Hötzel (1886–1966) ainsi qu'une autre, partielle, dansée le 17 décembre 1916.

## Liminaire
Œuvre fondamentale du Bauhaus pour la danse moderne, ce ballet se fonde sur une approche pluridisciplinaire du mouvement, dont s'inspireront notamment Alwin Nikolais, Bob Wilson, Philippe Decouflé, Luc Petton et The Residents.

## L'œuvre
Inspiré en partie par Pierrot lunaire (1912) de Schoenberg et ses observations et expériences pendant la Première Guerre mondiale, Oskar Schlemmer commence à concevoir le corps humain comme un nouveau médium artistique. Il considère que le ballet et la pantomime sont libérés du bagage historique du théâtre et de l'opéra et peuvent ainsi présenter ses idées sur la géométrie chorégraphiée, l'homme en tant que danseur, transformé par le costume, se déplaçant dans l'espace.
L'idée du ballet est basée sur le principe de la trinité. Le ballet se compose de trois actes et compte trois participants (deux hommes et une femme), douze danses et dix-huit costumes. Chaque acte a une couleur et une humeur différentes. Les trois premières scènes, sur fond jaune citron, affectent une ambiance joyeuse et burlesque ; les deux scènes du milieu, sur une scène rose, festive et solennelle, et les trois dernières scènes, en noir, se voulaient mystiques et fantastiques. Schlemmer considérait que le mouvement des marionnettes[pas clair] était esthétiquement supérieur à celui de l'homme, car il soulignait que le médium de chaque art est artificiel. Cet artifice pourrait s’exprimer à travers des mouvements stylisés et l’abstraction du corps humain. Sa prise en compte de la forme humaine (la géométrie abstraite du corps, par exemple un cylindre pour le cou, un cercle pour la tête et les yeux) a conduit à la conception du costume, qui revêt une importance capitale, pour créer ce qu’il a appelé sa « figurine ». La musique a suivi et finalement les mouvements de danse ont été décidés. Schlemmer voyait le monde moderne sous l'impulsion de deux courants principaux, le mécanisé (l'homme en tant que machine et le corps en tant que mécanisme) et les impulsions primordiales (les profondeurs des pulsions créatives). Il a affirmé que la géométrie chorégraphiée de la danse offrait une synthèse ; les origines dionysiaques et émotionnelles de la danse devenaient strictes et apolliniennes dans leur forme finale.
Ce ballet dure plusieurs heures, et se voit comme une encyclopédie des conceptions de Schlemmer sur la mise en scène, choisissant le piano comme instrument de musique car il est — selon Schlemmer — un instrument mécanique, accordant la gestuelle de poupée des danseurs avec le ton boite à musique du piano, et se basant sur des harmonies à trois : l'unité de la danse, de la musique et du costume, trois parties, et trois danseurs. Schlemmer crée cette œuvre de façon pragmatique, en recherchant d'abord les personnages et leurs costumes, puis la musique qui va avec, enfin la danse correspondant à la musique. Il arrive à une description métaphysique d'un équilibre des contraires, entre concepts abstraits et pulsions affectives, typique de l'enseignement du Bauhaus.
La troupe itinérante du Bauhaus le présente lors de son dernier spectacle, à Paris, au congrès international de la danse en 1932.

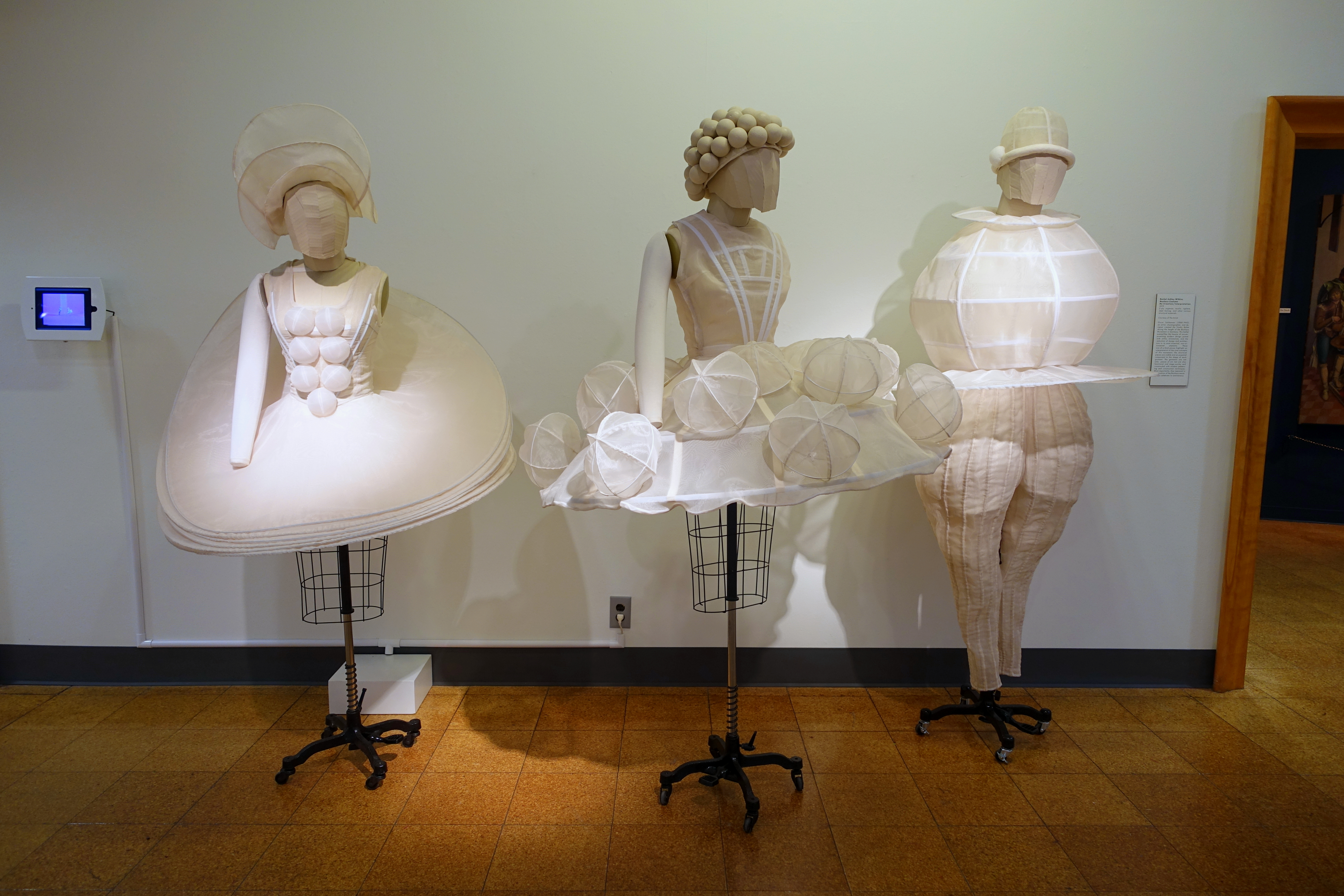
Les costumes du ballet conçus par Oscar Schlemmer (1922), recréés par Rachel Ashley Wilkins (organdi 2 plis, mousseline, baleines Rigilène, acier), University of Arizona Museum of Art à Tucson.

## Musique
Initialement, les danses se font sur des musiques de Mario Tarenghi (d), Enrico Bossi, Claude Debussy, Haydn, Mozart, Domenico Paradies, Baldassare Galuppi et Haendel. À Donaueschingen, une nouvelle composition de Paul Hindemith pour des orgues mécaniques est utilisée, répertoriée par Hermann Scherchen. Les représentations à Francfort et à Berlin, qui sont très différentes du Ballet triadique du point de vue chorégraphique, sont accompagnées de la musique composée respectivement par Bruno Hartl et par Salvino Bertuch. Pour le concours chorégraphique organisé à Paris en 1932, Schlemmer utilise une suite de danse, German Baroque, d'Alois Pachernegg (de) d'après des maîtres anciens. Margarete Hasting (1970) et Gerhard Bohner (1977) travaillent avec une musique complémentaire composée par Erich Ferstl et par Hans-Joachim Hespos.
En 2014-15, pour une nouvelle production au Theater der Klänge (de) à Düsseldorf, Thomas Wansing écrit une nouvelle composition pour petit ensemble (piano, violoncelle, batterie), dans une distribution du type utilisée par Schlemmer dans ses performances.

## Caractéristiques
Le triadique est dérivé de la triade grecque et fait référence à l'ordre triple, à trois niveaux, qui sous-tend ces danses :
- le complexe chorégraphique : costume - mouvement - musique
- les attributs physiques : espace - forme - couleur
- les trois dimensions de la pièce : hauteur - largeur - profondeur
- les trois formes géométriques de base : cercle - carré - triangle
- les couleurs de base : rouge - jaune - bleu
- Les acteurs sont trois personnes.

## Film
Sous le titre Das triadische Ballett, l'œuvre a été produite en 1970 par Bavaria Atelier GmbH sous la forme d'un film couleur de 30 minutes, avec des danseurs et une nouvelle musique composée par Erich Ferstl.